# Surniculus velutinus
Surniculus velutinus là một loài chim trong họ Cuculidae.